# Copa Intercontinental de 1968
A nona edição da Copa Intercontinental ocorreu em 1968. Foi disputada em duas partidas entre o campeão europeu e o sul-americano.
Em 27 de outubro de 2017, após uma reunião realizada na Índia, o Conselho da FIFA reconheceu os vencedores da Copa Intercontinental como campeões mundiais.

## História
Nessa edição, ambos os clubes estreavam.
O Manchester United, primeiro representante inglês na Copa Intercontinental apresentava boas expectativas. O clube argentino também apresentava boas expectativas.
O clube inglês goleou o Benfica por 4–1, fazendo 3 deles na prorrogação. Já o Estudiantes jogou partidas difíceis contra o clube brasileiro Palmeiras: Ganhou de 2–1 no primeiro jogo, perdeu de 3–1 no segundo e ganhou de 2–0 no jogo de desempate.

### A decisão
O Estádio da La Bombonera foi tomado por mais de 65 mil torcedores para acompanhar o primeiro jogo da decisão. O time da casa venceu por 1 a 0, gol de Conigliaro. Na volta no Estádio Old Trafford, empate em 1 a 1. Fim de jogo, festa na Argentina, um dos clubes mais tradicionais do país conquistava a Copa Intercontinental.

## Participantes
| Confederação | Equipe            | Classificação                                           | Participação |
| ------------ | ----------------- | ------------------------------------------------------- | ------------ |
| CONMEBOL     | Estudiantes       | Campeão da Copa Libertadores da América de 1968         | 1ª           |
| UEFA         | Manchester United | Campeão da Taça dos Clubes Campeões Europeus de 1967–68 | 1ª           |

## Chaveamento
|  | A Classificação[NOTA] | A Classificação[NOTA] | A Classificação[NOTA] | A Classificação[NOTA] |   |                   | Copa Intercontinental | Copa Intercontinental | Copa Intercontinental | Copa Intercontinental |
|  |                       |                       |                       |                       |   |                   |                       |                       |                       |                       |
|  | Manchester United     | 4                     | –                     | 4                     |   |                   |                       |                       |                       |                       |
|  | Benfica               | 1                     | –                     | 1                     |   |                   |                       |                       |                       |                       |
|  | Benfica               | 1                     | –                     | 1                     |   | Manchester United | 0                     | 1                     | 1                     |                       |
|  |                       |                       |                       |                       |   | Manchester United | 0                     | 1                     | 1                     |                       |
|  |                       | Estudiantes           | 1                     | 1                     | 2 |                   |                       |                       |                       |                       |
|  | Estudiantes           | Estudiantes           | 1                     | 1                     | 2 | 1                 | 2                     | 3                     |                       |                       |
|  | Estudiantes           |                       |                       |                       |   | 1                 | 2                     | 3                     |                       |                       |
|  | Palmeiras             | 3                     | 0                     | 3                     |   |                   |                       |                       |                       |                       |

Notas
- NOTA^  Essas partidas não foram realizadas pela Copa Intercontinental. Ambas as partidas foram realizadas pelas finais da Liga dos Campeões da Europa e Copa Libertadores da América daquele ano.

## Partidas

### Jogo de ida
| 25 de setembro de 1968 | Estudiantes    | 1 – 0 | Manchester United | La Bombonera, Buenos Aires (Argentina)      |
| 21:00 (UTC−3)          | Conigliaro 28' |       |                   | Público: ≈66,000 Árbitro: Hugo Sosa Miranda |

| Estudiantes | Manchester United |

| ESTUDIANTES:     |    |                   |
|                  |    |                   |
| G                | 1  | Poletti           |
| LD               | 2  | Oscar Malbernat   |
| Z                | 3  | Aguirre Suárez    |
| Z                | 5  | Medina            |
| LE               | 4  | Madero            |
| M                | 7  | Carlos Pachamé    |
| M                | 6  | Carlos Bilardo    |
| M                | 8  | Néstor Togneri    |
| A                | 9  | Felipe Ribaudo    |
| A                | 10 | Marcos Conigliaro |
| A                | 11 | Verón             |
| Treinador:       |    |                   |
| Osvaldo Zubeldía |    |                   |

| MANCHESTER UNITED: |    |                |
|                    |    |                |
| G                  | 1  | Alex Stepney   |
| LD                 | 8  | David Sadler   |
| Z                  | 5  | Bill Foulkes   |
| Z                  | 2  | Tony Dunne     |
| LE                 | 3  | Francis Burns  |
| M                  | 4  | Pat Crerand    |
| M                  | 6  | Nobby Stiles   |
| M                  | 7  | Willie Morgan  |
| A                  | 9  | Bobby Charlton |
| A                  | 10 | Denis Law      |
| A                  | 11 | George Best    |
| Treinador:         |    |                |
| Matt Busby         |    |                |

### Jogo de volta
| 16 de outubro de 1968 | Manchester United | 1 – 1 | Estudiantes | Old Trafford, Manchester (Inglaterra)       |
| 19:45 (UTC+0)         | Morgan 89'        |       | Verón 7'    | Público: 63,428 Árbitro: Konstantín Zečević |

| Manchester United | Estudiantes |

| MANCHESTER UNITED: |  |              |
|                    |  |              |
| G                  |  | Stepney      |
| LD                 |  | Sadler       |
| Z                  |  | Shay Brennan |
| Z                  |  | Dunne        |
| LE                 |  | Foulkes      |
| M                  |  | Crerand      |
| M                  |  | Kidd         |
| A                  |  | Morgan       |
| A                  |  | Charlton     |
| A                  |  | Law 43'      |
| A                  |  | Best         |
| Substituição:      |  |              |
| A                  |  | Sartori 43'  |
| Treinador:         |  |              |
| Matt Busby         |  |              |

| ESTUDIANTES:     |  |                |  |     |
|                  |  |                |  |     |
| G                |  | Poletti        |  |     |
| LD               |  | Malbernat      |  |     |
| Z                |  | Aguirre Suárez |  |     |
| Z                |  | Medina         |  |     |
| LE               |  | Madero         |  |     |
| M                |  | Pachamé        |  |     |
| M                |  | Bilardo        |  |     |
| A                |  | Togneri        |  |     |
| A                |  | Ribaudo 71'    |  |     |
| A                |  | Conigliaro     |  |     |
| A                |  | Verón          |  |     |
| Substituição:    |  |                |  |     |
| A                |  | Echecopar      |  | 71' |
| Treinador:       |  |                |  |     |
| Osvaldo Zubeldía |  |                |  |     |

## Campeão
| Copa Intercontinental de 1968   |
| ------------------------------- |
| ESTUDIANTES Campeão (1º título) |